# Millardini
Millardini — триба гризунів підродини Murinae. Види цеї триби зустрічаються в Південній і Південно-Східній Азії.